# Lijnbaan (Rotterdam)
De Lijnbaan is een verkeersvrije winkelstraat in het centrum van Rotterdam, en is genoemd naar de touwslagerij die hier was gelegen tussen 1667 en 1845. De moderne winkelstraat geniet nationale bekendheid. Het is een lange open passage alleen voor voetgangers met aan twee zijden winkels. De Lijnbaan was de eerste winkelpromenade in Nederland, en de eerste autovrije winkelpromenade van de wereld.
In 1949 werd begonnen met de aanleg. Een speciale voetgangerszone middenin de stad was een noviteit en trok veel internationale aandacht ten tijde van de opening op 9 oktober 1953. Het ontwerp kwam van het architectenbureau van den Broek en Bakema. Alleen de naam van de straat verwijst nog naar de oude lijnbaan, die voor het Bombardement op Rotterdam meer naar het westen lag. Vanaf 1962 is deze doorgetrokken naar de warenhuizen aan het Binnenwegplein, dit was mogelijk door de sloop van de laatste barakken van het voormalige Coolsingelziekenhuis. Het enige overblijfsel van dit ziekenhuis dat nog op de Lijnbaan is te zien is de Coolsingelpoort die als achterpoort van het ziekenhuis fungeerde. Deze staat aan het eind van de Lijnbaan, op de plek waar het ziekenhuis heeft gestaan.
Er zijn veel winkels te vinden van grote en bekende merken, maar ook van kleine ondernemers met eigen specialismen. Metrohaltes en een aantal grote parkeergarages in de buurt versterken de aantrekkingskracht tot ver over de stadsgrenzen heen, vooral in het weekend. Iedere zondagmiddag zijn de winkels geopend. Op vrijdagavond is het koopavond.
In het zuiden komt de Lijnbaan uit op het Binnenwegplein, aan de noordkant op het Weena nabij het station Rotterdam Centraal. Ze sluit aan op de Beurstraverse (de Koopgoot), het Stadhuisplein en via de dwarsgelegen Korte Lijnbaan op het Schouwburgplein.
De Lijnbaan is een van de architectuuriconen van de wederopbouw. De winkels van de Lijnbaan zijn opgenomen op de lijst van rijksmonumenten.

## Fotogalerij

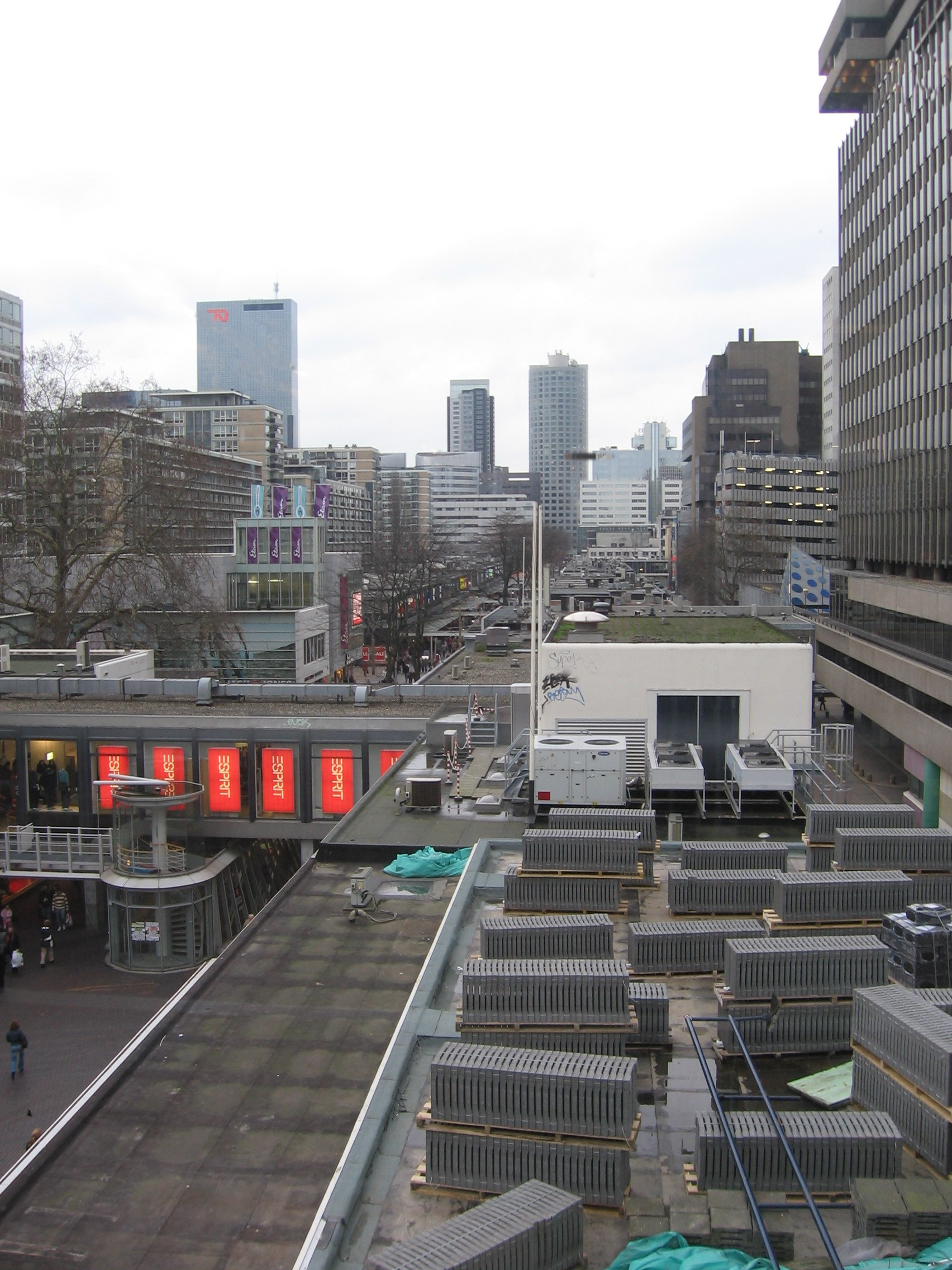
De Lijnbaan gezien vanuit het voormalig Meubelwarenhuis H.H. de Klerk aan de Binnenwegplein
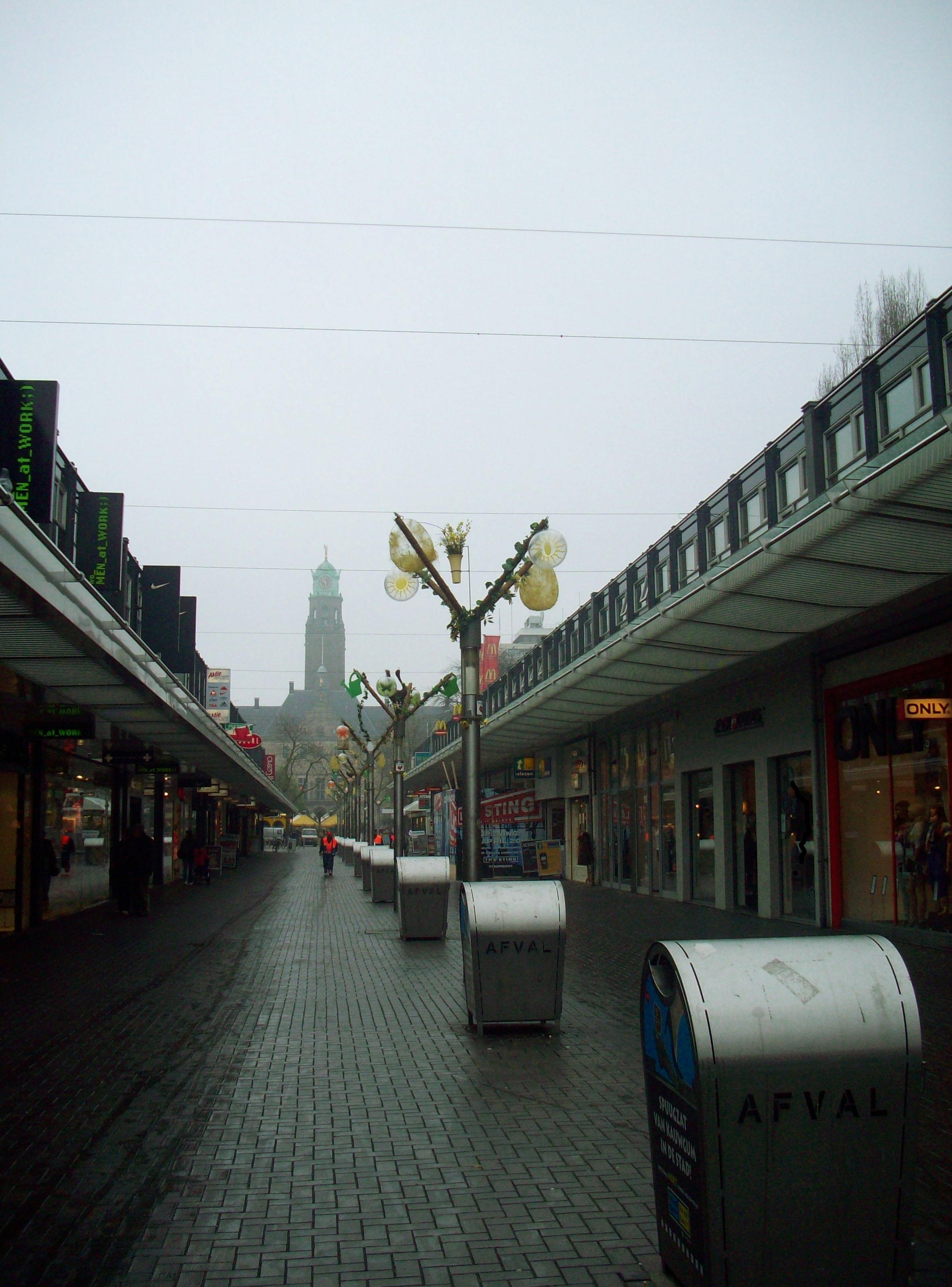
De Korte Lijnbaan in 2009
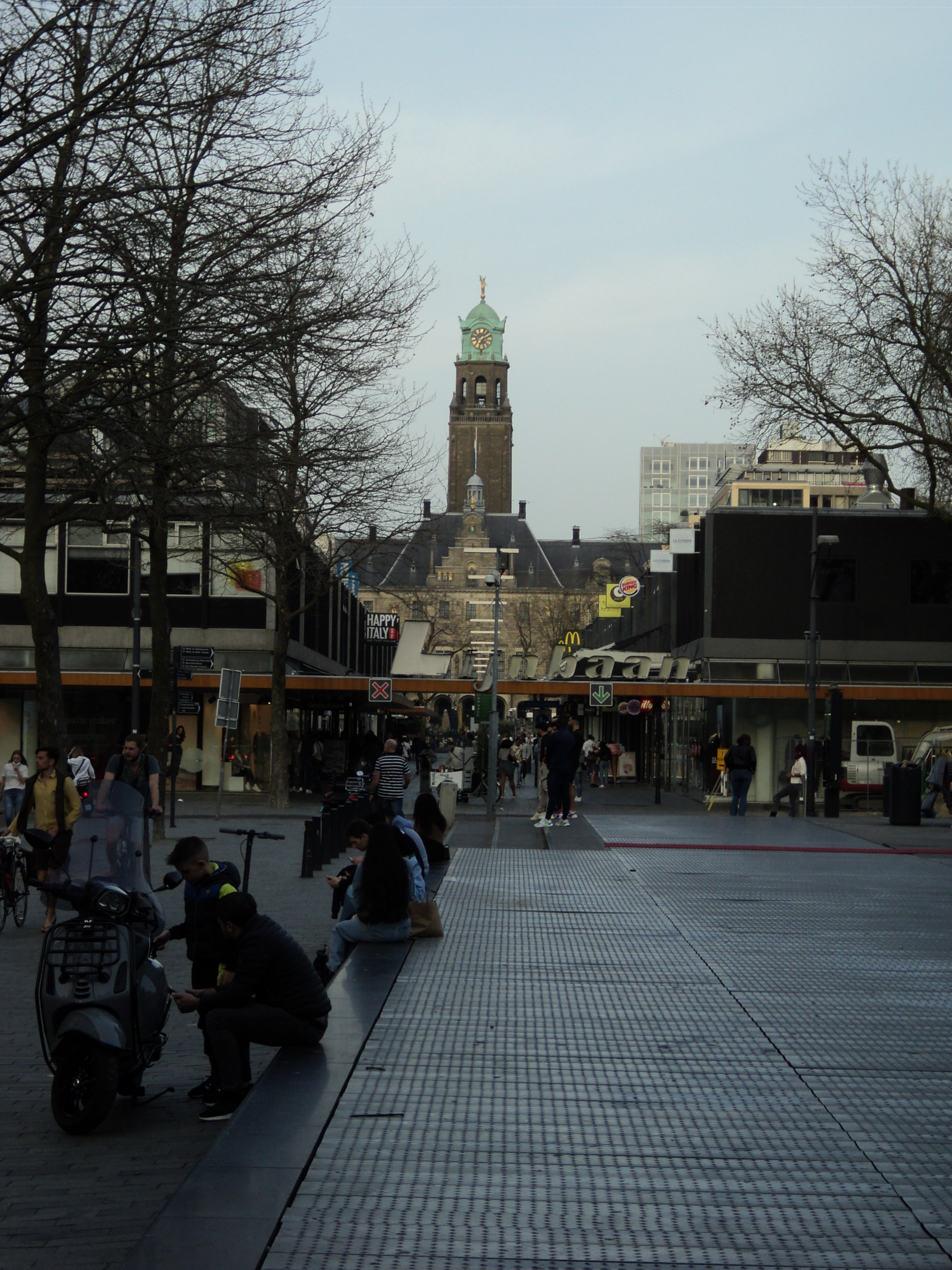
De westkant van de Korte Lijnbaan gezien vanaf het Schouwburgplein
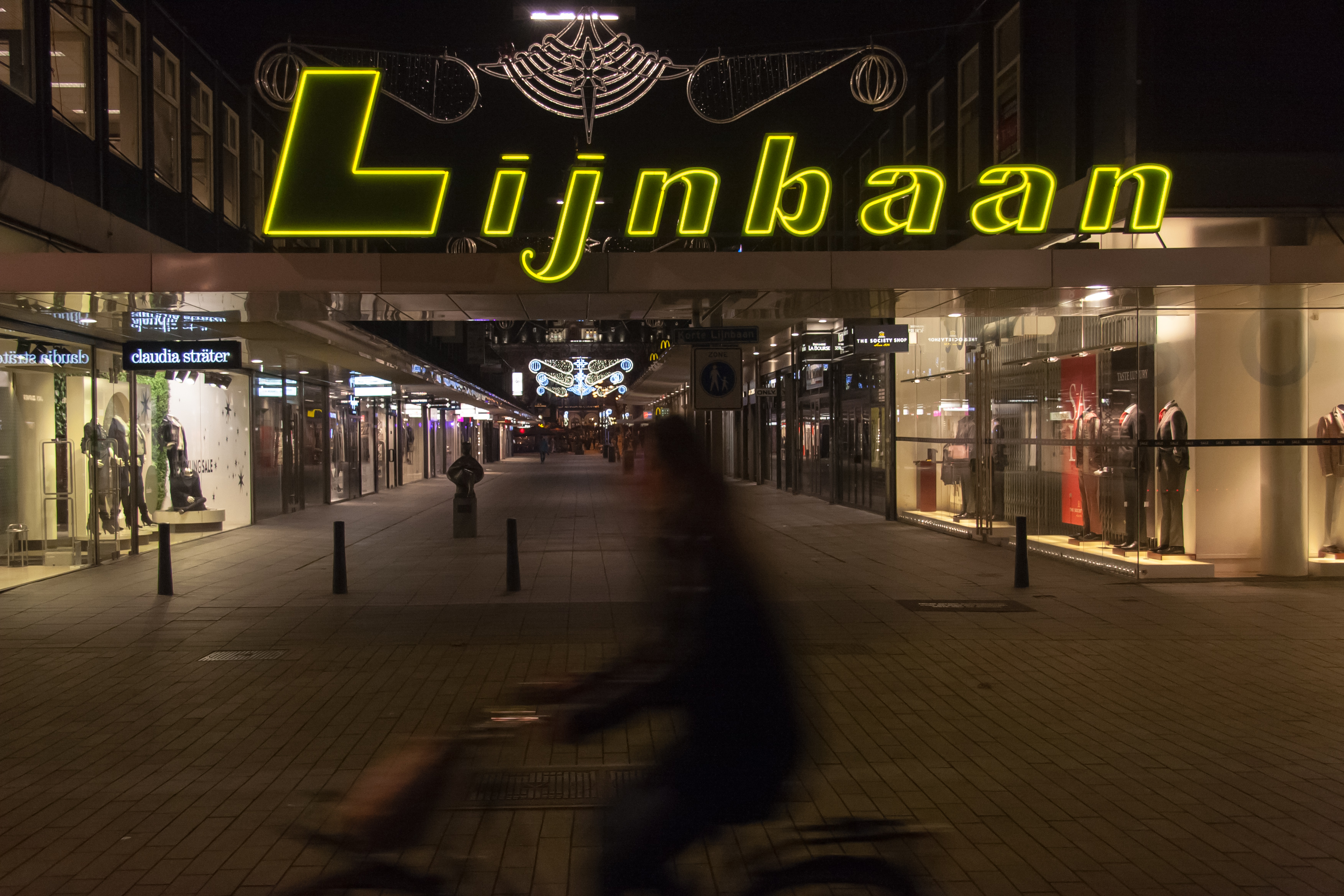
De Korte Lijnbaan in de nacht
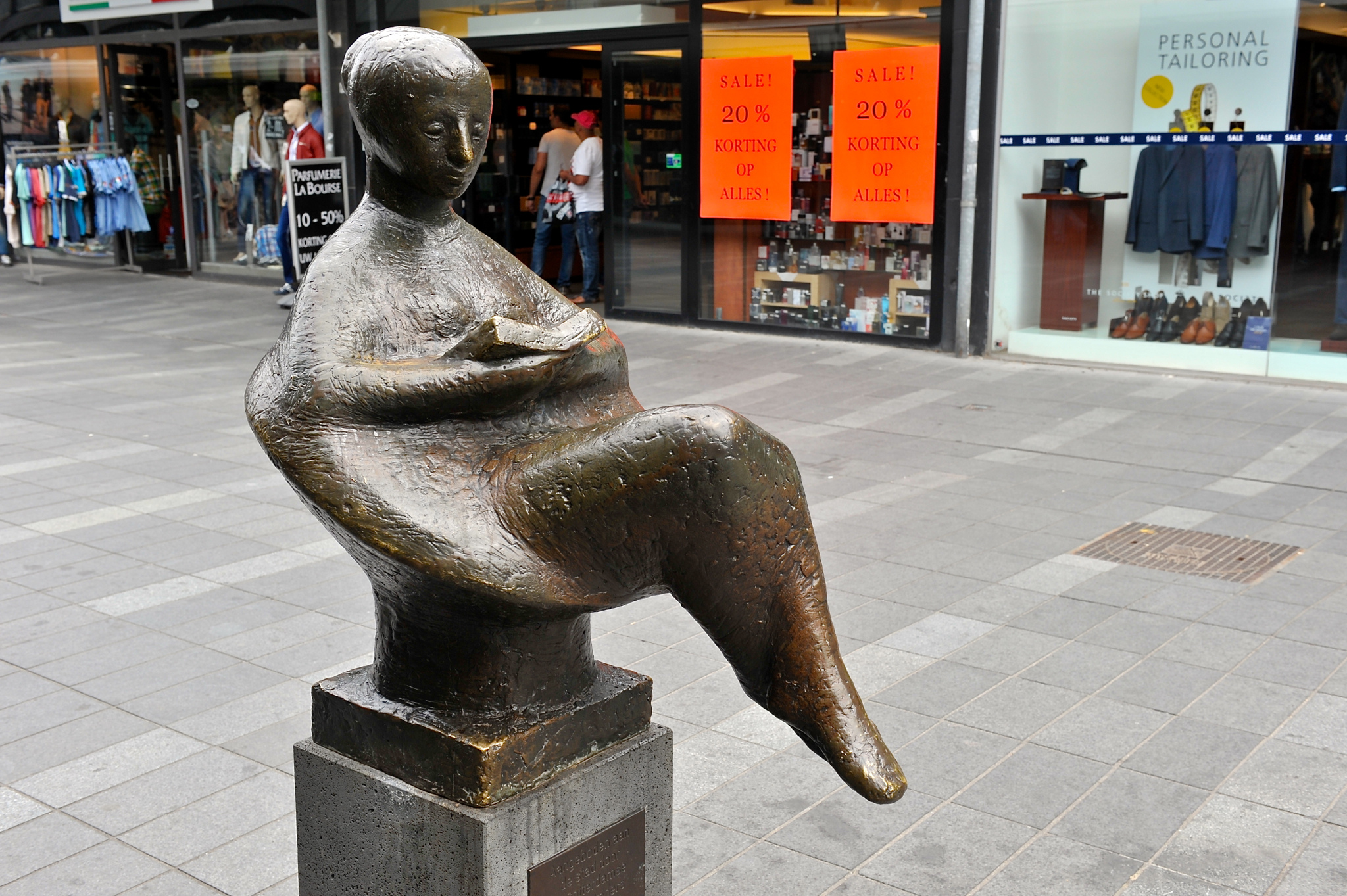
Lezend meisje van Huib Noorlander op de Korte Lijnbaan
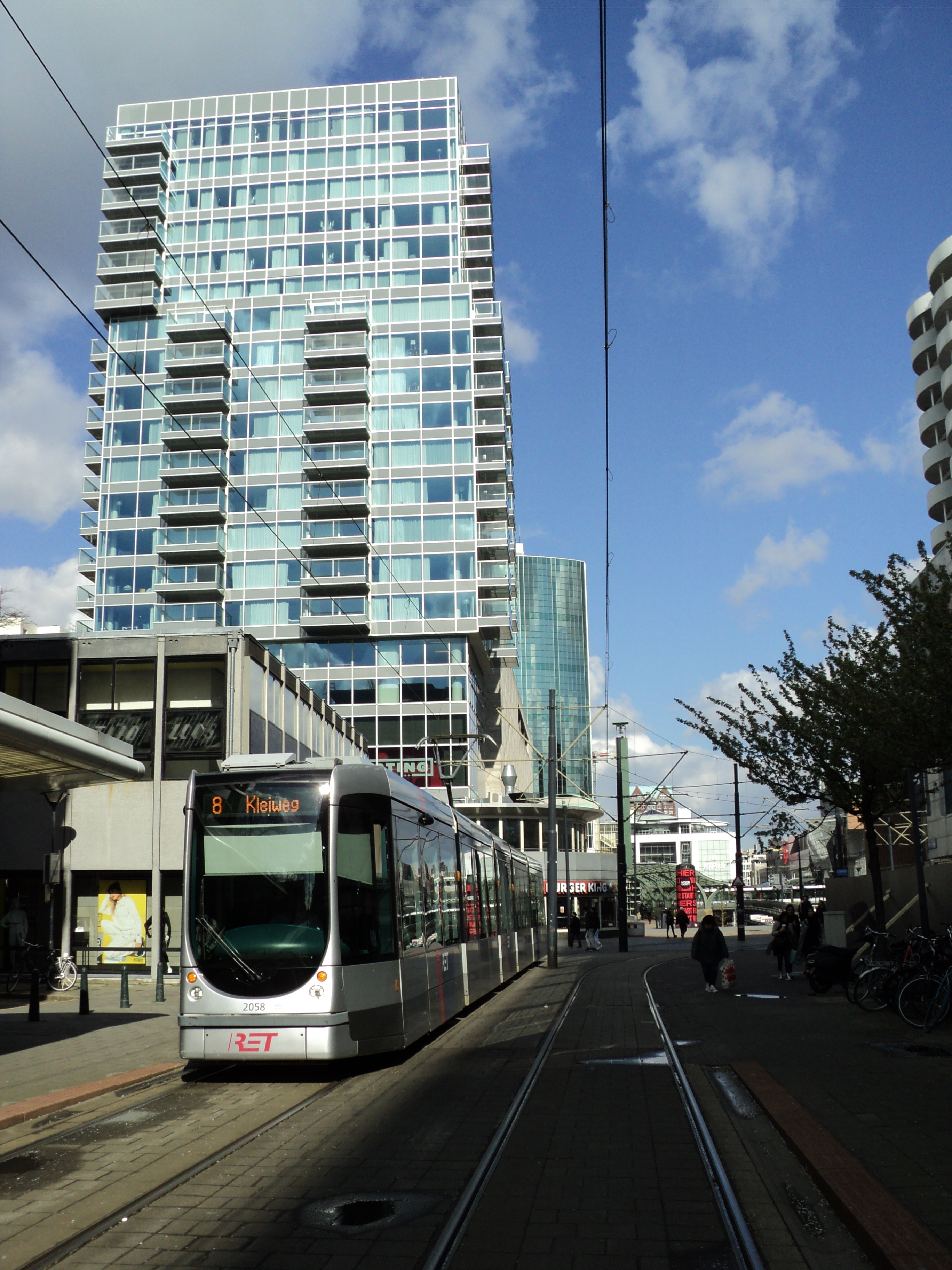
Aankomende tram bij de gelijknamige halte van de Lijnbaan